# Horní Řasnice
Horní Řasnice è un comune della Repubblica Ceca facente parte del distretto di Liberec, nella regione omonima.